# Feeling Good (альбом Джули Лондон)
Feeling Good — студийный альбом американской певицы Джули Лондон, выпущенный в 1965 году на лейбле Liberty Records. Продюсером альбома выступил Ричард Бок, а аранжировщиком и дирижёром — Джеральд Уилсон.
В основном на альбоме представлены популярные хиты 1960-х годов.

## Отзывы критиков
По мнению Джейсона Анкени из AllMusic, аранжировщик Джеральд Уилсон здесь отказывается от свободной атмосферы своих предыдущих записей в пользу динамичного подхода, вдохновленного биг-бэндом, который показывает Джули Лондон в совершенно другом свете. Он отметил, что мурлыкающий вокал Лондон так же зноен, как и всегда, но в нём также появляются нотки игривости, которая, несомненно, привлекательна.

## Список композиций
| №  | Название           | Автор(ы)                     | Длительность |
| -- | ------------------ | ---------------------------- | ------------ |
| 1. | «My Kind of Town»  | Джимми Ван Хьюзен, Сэмми Кан | 2:56         |
| 2. | «Girl Talk»        | Нил Хефти, Бобби Труп        | 2:32         |
| 3. | «King of the Road» | Роджер Миллер                | 2:25         |
| 4. | «I Bruise Easily»  | Фред Манли                   | 3:37         |
| 5. | «Feelin' Good»     | Энтони Ньюли, Лесли Брикасс  | 3:03         |

| №                   | Название                            | Автор(ы)                                    | Длительность |
| ------------------- | ----------------------------------- | ------------------------------------------- | ------------ |
| 1.                  | «Watermelon Man»                    | Херби Хэнкок                                | 2:35         |
| 2.                  | «She’s Just a Quiet Girl»           | Риц Ортолани, Пол Вэнс                      | 2:40         |
| 3.                  | «Summertime»                        | Джордж Гершвин, Айра Гершвин, Дюбоз Хейуорд | 3:10         |
| 4.                  | «Hello Dolly»                       | Джерри Херман                               | 3:00         |
| 5.                  | «Won’t Someone Please Belong To Me» | Бобби Труп                                  | 3:42         |
| Общая длительность: | Общая длительность:                 | Общая длительность:                         | 30:08        |

## Участники записи
- Джули Лондон — вокал
- Джек Уилсон[англ.] — фортепиано, орган
- Тедди Эдвардс[англ.] — саксофон
- Джон Грей — гитара
- Джимми Бонд[англ.] — бас-гитара
- Эрл Палмер[англ.] — ударные
- Джеральд Уилсон — аранжировки, дирижёр
- Бонус Хоу[англ.] — звукорежиссёр